# Ngô (quận)
Ngô (giản thể: 吴; phồn thể: 吳), thường gọi Ngô quận là một đơn vị hành chính cổ đại cấp quận thuộc hai tỉnh Giang Tô và Chiết Giang, Trung Quốc ngày nay.

## Lịch sử
Năm 129, thời Hán Thuận Đế, người Dương Tiện là Chu Gia tấu lên triều đình, cho rằng quận Cối Kê quá rộng, quản lý không được các huyện, xin tách quận để tiện cho việc cai trị. Thuận Đế lấy sông Tiền Đường làm mốc, ở phía tây cắt thành quận Ngô thuộc Dương Châu, quận trị ở huyện Ngô (nay là nội thành Tô Châu). Quận Ngô gồm 13 huyện: Ngô, Hải Diêm, Ô Trình, Dư Hàng, Bì Lăng, Đan Đồ, Khúc A (Vân Dương), Do Quyền, An (Tiền Đường?), Phú Xuân, Dương Tiện, Vô Tích, Lâu.
Năm 221, Tôn Quyền tách vùng phía tây huyện Dư Hàng làm huyện Lâm Thủy. Năm 222, tách hương Dư Bất của huyện Ô Trình thành huyện Vĩnh An. Quận Ngô thời Tam Quốc gồm 15 huyện: Ngô, Hải Diêm, Ô Trình, Dư Hàng, Bì Lăng, Đan Đồ, Khúc A, Do Quyền, Tiền Đường, Phú Xuân, Dương Tiện, Vô Tích, Lâu, Vĩnh An, Lâm Thủy cùng Hải Xương đồn điền đô úy (do Thái Sử Từ làm đô úy, chống cự Lưu Bàn).
Năm 225, Tôn Quyền lấy huyện Phú Xuân làm quận Đông An, chia huyện này thành 5 huyện Phú Xuân, Kiến Đức, Đồng Lư, Tân Xương, Tân Thành. Năm 228, xóa bỏ quận Đông An, sáp nhập vào quận Ngô, cũng sáp nhập huyện Tân Thành vào huyện Đồng Lư. Năm 231, đổi tên huyện Do Quyền thành Hòa Hưng do kỵ húy. Năm 234, đổi Khúc A thành Vân Dương, Đan Đồ thành Vũ Tiến. Năm 264, Tôn Hạo đổi tên huyện Hòa Hưng thành Gia Hưng do kỵ húy Tôn Hòa. Năm 266, thành lập quận Ngô Hưng, cắt 5 huyện Ô Trình, Dư Hàng, Dương Tiện, Lâm Thủy, Vĩnh An của quận Ngô sang quận Ngô Hưng. Quận Ngô còn 12 huyện: Ngô, Hải Diêm, Bì Lăng, Vũ Tiến, Vân Dương, Gia Hưng, Phú Xuân, Tiền Đường, Kiến Đức, Đồng Lư, Tân Xương, Lâu cùng Hải Xương đồn điền đô úy.
Mặt khác thành lập Ngô quận tây bộ đô úy quản lý 4 huyện Vô Tích, Bì Lăng, Vũ Tiến, Vân Dương, không chính thức chia quận. Sau xóa bỏ huyện Vô Tích, đổi thành Bì Lăng điển nông hiệu úy, quản lý 3 huyện Bì Lăng, Vũ Tiến, Vân Dương.
Năm 280, Tấn Vũ Đế đổi huyện Tân Xương thành huyện Thọ Xương, Hải Xương đồn điền đô úy thành huyện Diêm Quan, tái lập huyện Vô Tích. Năm 281, đổi tên huyện Vân Dương thành Khúc A, tách hương Diên Lăng thuộc huyện Khúc A thành huyện Diên Lăng, lập quận Bì Lăng trên cơ sở Bì Lăng điển nông hiệu úy. Năm 283, tách Ngu hương thuộc huyện Ngô thành huyện Hải Ngu. Năm 289, Tư Mã Yến được phong Ngô vương, lấy ba quận Đan Dương, Ngô Hưng, Ngô làm quốc thổ, không lâu sau bị phế thành quận như cũ. Nước Ngô gồm 11 huyện: Ngô, Hải Diêm, Gia Hưng, Phú Xuân, Tiền Đường, Kiến Đức, Đồng Lư, Thọ Xương, Hải Ngu, Lâu.
Năm 326, tái lập nước Ngô, phong Tư Mã Nhạc làm Ngô vương. Năm 327, cải phong Tư Mã Nhạc làm Lang Gia vương, tái lập quận Ngô như cũ, nhưng nước Lang Gia đóng ở quận Ngô. Năm 334, tách huyện Tân Thành khỏi huyện Đồng Lư. Năm 394, do kỵ húy thái hậu Trịnh A Xuân nên đổi Phú Xuân thành Phú Dương. Nước Ngô gồm 12 huyện: Ngô, Hải Diêm, Gia Hưng, Phú Dương, Tiền Đường, Kiến Đức, Đồng Lư, Thọ Xương, Tân Thành, Hải Ngu, Lâu.
Năm 463, thời Tống Hiếu Vũ Đế, quận Ngô thuộc Nam Từ Châu, được 5 năm lại trả về Dương Châu. Năm 549, Hầu Cảnh nổi loạn, chiếm huyện Ngô, đổi quận Ngô thành Ngô Châu. Năm 450, loạn Hầu Cảnh bị dẹp, đổi thành quận như cũ.
Năm 587 thời Trần Hậu Chủ, đặt Ngô Châu từ Dương Châu, lấy huyện Ngô làm châu trị. Quận Ngô trực thuộc Ngô Châu.
Năm 589, Tùy Văn Đế diệt Trần, phế bỏ quận Ngô, đổi Ngô Châu thành Tô Châu. Năm 607, Tùy Dượng Đế đổi Tô Châu thành quận Ngô, gồm 5 huyện: Ngô, Côn Sơn (Lâu cũ), Ô Trình, Thường Thục (Hải Ngu cũ), Trường Thành (tách từ Ô Trình năm 282).
Năm 621, thời Đường Cao Tổ, quận Ngô đổi thành Tô Châu. Năm 742, thời Đường Huyền Tông, đổi Tô Châu thành Ngô quận, gồm 6 huyện: Ngô, Hải Diêm, Gia Hưng, Côn Sơn, Thường Thục, Trường Châu (tức Trường Thành). Năm 758 thời Đường Túc Tông, quận Ngô một lần nữa được đặt thành Tô Châu, chính thức biến mất khỏi lịch sử.

## Nhân khẩu
- Năm 156 (Hán Hoàn Đế): 164.164 hộ, 700.782 khẩu.
- Năm 282 (Tấn Vũ Đế): 25.000 hộ.[9]
- Năm 464 (Tống Hiếu Vũ Đế): 50.488 hộ, 424.812 khẩu.[4]
- Năm 609 (Tùy Dượng Đế): 18.377 hộ.[7]
- Năm 754 (Đường Huyền Tông): 76.421 hộ, 632.655 khẩu.[8]

## Quan cai trị
Cuối thời Đông Hán và Tam Quốc: Chu Trị, Hứa Cống, Thịnh Hiến, Thái Sử Hưởng, Ngô Úc, Hồ Xung,...